# خوسيه أ. سانتوس
خوسيه أ. سانتوس (بالإنجليزية: José A. Santos)‏ (بالإسبانية: José Santos León)‏ هو فارس تشيلي وأمريكي، ولد في 26 أبريل 1961 في كونثبثيون في تشيلي.